# Seymour Fleming
Seymour Dorothy Fleming (Middlesex, 5 ottobre 1758 – Passy, 9 settembre 1818) designata Lady Worsley dal 1775 al 1805, era un membro della gentry britannica, nota per il suo coinvolgimento in un processo di adulterio di alto profilo.

## Infanzia e famiglia
La Fleming era la figlia più giovane e coerede de baronetto irlandese Sir John Fleming (c.1730-1763), of Brompton Park,, e di sua moglie, Jane Coleman (d. 1811). Fu probabilmente chiamata in onore della nonna materna, Jane Seymour, una figlia di Edward Seymour, V baronetto.
Suo padre e due delle sue sorelle morirono quando aveva cinque anni, e lei e l'altra sorella superstite furono allevate dalla loro madre che nel 1770 si risposò con Edwin Lascelles, I barone Harewood, un ricco sessantenne la cui ricchezza derivava dalle piantagioni di zucchero nelle Indie occidentali. Sua sorella maggiore, Jane Stanhope, contessa di Harrington, era nota per essere "sinonimo di virtù".

## Matrimonio con Worsley

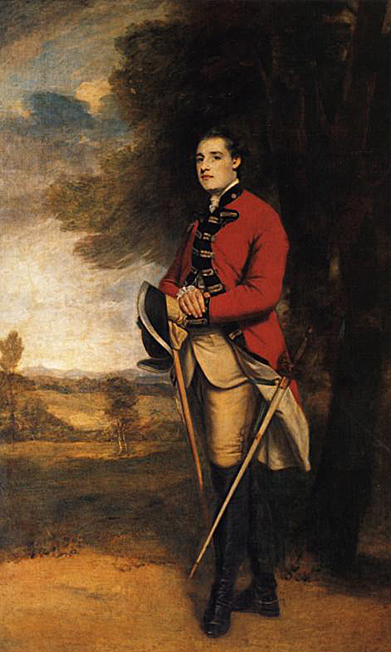
Il dipinto di controparte di suo marito Sir Richard Worsley, VII baronetto

Il 20 settembre 1775, all'età di 17 anni, Seymour Fleming sposò Sir Richard Worsley, VII baronetto di Appuldurcombe House sull'isola di Wight diventando Lady Worsley. Si dice che al momento del matrimonio valesse 70.000 sterline, ma in realtà ha portato all'unione 52.000 sterline (equivalenti a 7.057.700 sterline nel 2021).
La coppia non era molto adatta l'una all'altra e il matrimonio cominciò ad andare in frantumi poco dopo l'inizio. Ebbero un figlio, un maschio chiamato Robert Edwin che morì giovane. Nell'agosto del 1781 Seymour partorì una seconda figlia, Jane Seymour Worsley, avuta da Maurice George Bisset ma rivendicata da Worsley come propria per evitare scandali. Bisset, un capitano della milizia del South Hampshire, era stato amico e vicino di casa di Worsley a Knighton Gorges, sull'isola di Wight.

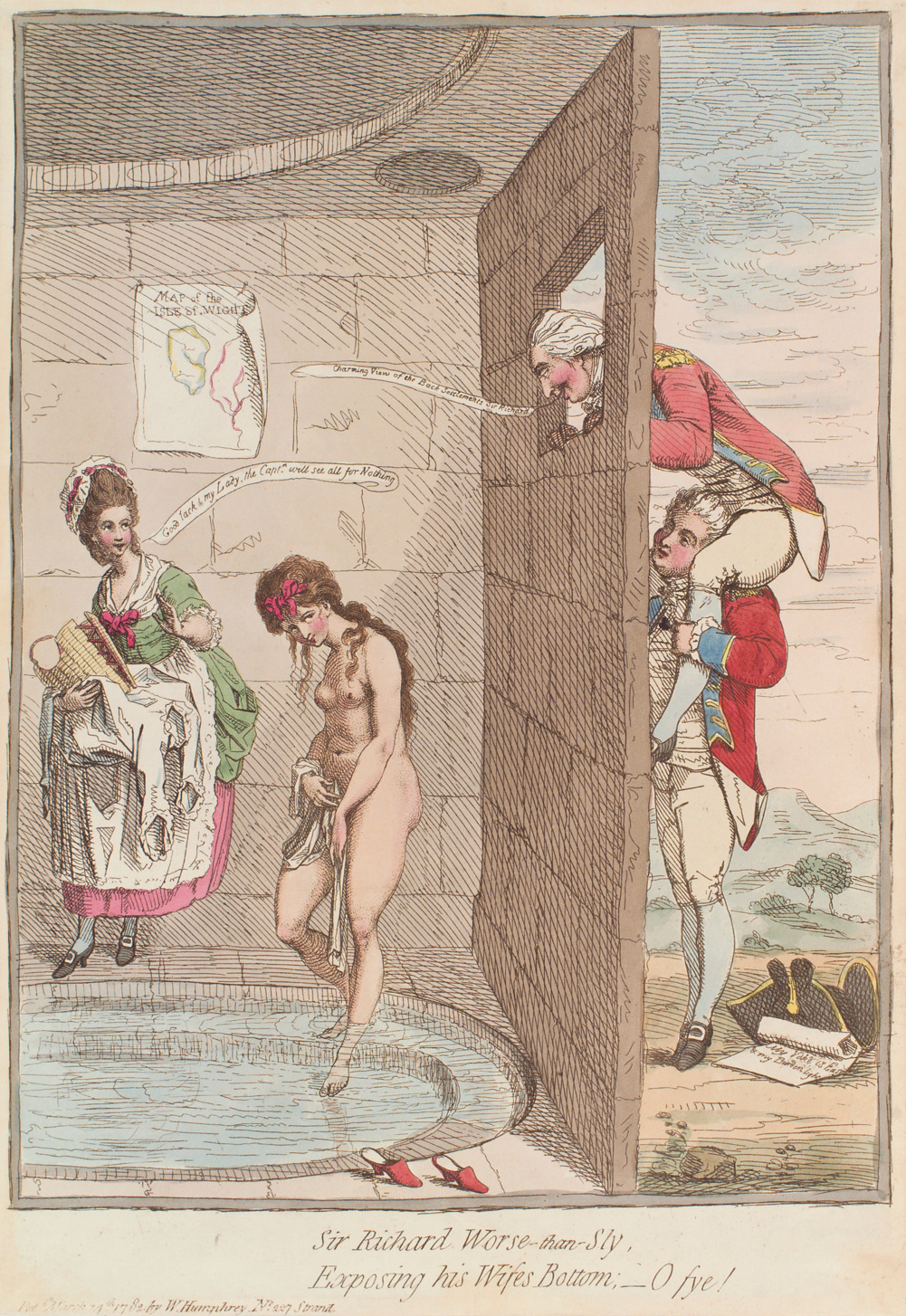
Vignetta di James Gillray: "Sir Richard Worse-than-sly, exposing his wife's bottom; – o fye!"

Si dice che Lady Worsley abbia avuto 27 amanti. Nel novembre 1781 fuggì con Bisset e nel febbraio 1782 Worsley intentò una causa di adulterio penale contro Bisset per 20.000 sterline (equivalenti a 2.615.600 sterline nel 2021). Lady Worsley ribaltò la causa a suo favore con rivelazioni scandalose e l'aiuto di amanti passati e presenti, e mise in dubbio lo status giuridico del marito. Incluse una serie di testimonianze dei suoi amanti e del suo medico, William Osborn, che raccontò di aver sofferto di una malattia venerea contratta dal marchese di Graham. È stato affermato che Worsley aveva mostrato sua moglie nuda a Bisset al bagno di Maidstone. Questa testimonianza stroncò la causa di Worsley e la giuria gli riconobbe solo uno scellino (2015: 5,54 sterline) come risarcimento danni.
Bisset alla fine lasciò Lady Worsley quando divenne evidente che Worsley stava cercando la separazione piuttosto che il divorzio, il che significa che Seymour non poteva risposarsi fino alla morte di Worsley. Seymour fu costretta a diventare un'amante professionista o una demi-monde e a vivere delle donazioni di uomini ricchi per sopravvivere, unendosi ad altre donne dell'alta società in una posizione simile nella The New Female Coterie. Ebbe altri due figli: un altro da Bisset dopo che lui la lasciò nel 1783, il cui destino è sconosciuto; e una quarta, Charlotte Dorothy Hammond (nata Cochard), che mandò a crescere da una famiglia nelle Ardenne.
Lady Worsley in seguito partì per Parigi per evitare i suoi debiti. Nel 1788, lei e il suo nuovo amante, il compositore, direttore d'orchestra e campione di scherma Joseph Boulogne Chevalier de Saint-George, tornarono in Inghilterra, e il suo ex marito stipulò un accordo di separazione, a condizione che lei trascorresse quattro anni in esilio in Francia. Otto mesi prima della scadenza di questo esilio, non poté lasciare la Francia a causa degli eventi della Rivoluzione francese e fu probabilmente imprigionata durante il regno del Terrore, il che significa che si trovava all'estero alla morte del figlio suo e di Worsley nel 1793. All'inizio del 1797 tornò in Inghilterra e fu colpita da una grave malattia di due mesi. Grazie al perdono della madre, della sorella e del marito di quest'ultima, il conte di Harrington, poté quindi trasferirsi a Brompton Park, la sua precedente dimora, ma che le leggi sulla proprietà le impedivano di detenere ufficialmente.

## Vita successiva
Alla morte di Worsley nel 1805, le furono restituite 70.000 sterline e poco più di un mese dopo, il 12 settembre, all'età di 47 anni sposò un nuovo amante di 26 anni John Lewis Cuchet (d. 1836) a Farnham. Sempre quel mese, per licenza reale, riprese ufficialmente il suo nome da nubile, Fleming, e lo prese anche il suo nuovo marito. Dopo che l'armistizio del 1814 pose fine alla guerra della sesta coalizione, la coppia si trasferì in una villa a Passy dove Fleming morì nel 1818, all'età di 59 anni.. Fu sepolta nel cimitero di Père-Lachaise a Parigi.

## Nella fiction
Nel film per la televisione della BBC2 del 2015 La vita scandalosa di Lady W, basato sul libro di Hallie Rubenhold Lady Worsley's Whim, è stata interpretata da Natalie Dormer.